# Pilea tippenhaueri
Pilea tippenhaueri es una especie de planta del género Pilea, perteneciente a la familia Urticaceae.

## Taxonomía
Pilea tippenhaueri fue descrita por Ignatz Urban en 1918.

## Distribución
Se encuentra en el territorio de República Dominicana.